# Катовице (футбольный клуб)
«ГКС Катовице» (пол. Górniczy Klub Sportowy «Katowice») — польский футбольный клуб из города Катовице. В настоящее время выступает во первом по силе дивизионе польского чемпионата — Экстраклассе.
Домашние матчи клуб проводит на стадионе «ГКС Катовице», вмещающем 9 690 зрителей.

## История
Клуб основан 27 февраля 1964 года.
В 1970 году команда дебютировала в еврокубках против испанской «Барселоны» в Кубке Ярмарок и уступила по сумме двух матчей (0:1 и 2:3).
В 1986 году «Катовице» выиграл первый трофей — Кубок Польши. Всего клуб выигрывал этот трофей трижды и ещё пять раз играл в финале, но уступал.
Команда четырежды выигрывала серебряные медали Экстраклассы (1988, 1989, 1992, 1994) и дважды Суперкубок Польши (1991, 1995).
В сезоне Кубка УЕФА 1994/95 клуб дошёл до 1/8 финала, где уступил немецкому «Байеру 04» (1:4 и 0:4) — это высшее достижение «Катовице» в еврокубках.
В 2005 году из-за финансовых проблем клуб был отправлен в третью лигу. В 2008 году команда сумела выйти в первую лигу. По итогам сезона-2018/19 вылетела во вторую лигу. Вернулась в первую спустя два сезона.

## Выступление в еврокубках
- Q = квалификационный раунд
- 1R = первый раунд
- 2R = второй раунд
- 3R = третий раунд
- 1/8 = одна восьмая финала

| Сезон   | Турнир        | Раунд | Клуб         | Счёт                   |
| ------- | ------------- | ----- | ------------ | ---------------------- |
| 1970/71 | Кубок Ярмарок | 1R    | Барселона    | 0-1, 2-3               |
| 1986/87 | Кубок кубков  | 1R    | Фрам         | 3-0, 1-0               |
| 1986/87 | Кубок кубков  | 1/8   | Сьон         | 2-2, 0-3               |
| 1987/88 | Кубок УЕФА    | 1R    | Спортул      | 0-1, 1-2               |
| 1988/89 | Кубок УЕФА    | 1R    | Рейнджерс    | 0-1, 2-4               |
| 1989/90 | Кубок УЕФА    | 1R    | РоПС         | 1-1, 0-1               |
| 1990/91 | Кубок УЕФА    | 1R    | ТПС          | 3-0, 1-0               |
| 1990/91 | Кубок УЕФА    | 2R    | Байер 04     | 1-2, 0-4               |
| 1991/92 | Кубок кубков  | 1R    | Мотеруэлл    | 2-0, 1-3               |
| 1991/92 | Кубок кубков  | 1/8   | Брюгге       | 0-1, 0-3               |
| 1992/93 | Кубок УЕФА    | 1R    | Галатасарай  | 0-0, 1-2               |
| 1993/94 | Кубок Кубков  | 1R    | Бенфика      | 0-1, 1-1               |
| 1994/95 | Кубок УЕФА    | Q     | Интер        | 2-0, 6-0               |
| 1994/95 | Кубок УЕФА    | 1R    | Арис         | 1-0, 0-1 (4-3 по пен.) |
| 1994/95 | Кубок УЕФА    | 2R    | Бордо        | 1-0, 1-1               |
| 1994/95 | Кубок УЕФА    | 1/8   | Байер 04     | 1-4, 0-4               |
| 1995/96 | Кубок кубков  | Q     | Арарат       | 2-0, 0-2 (4-5 по пен.) |
| 2003/04 | Кубок УЕФА    | Q     | Цементарница | 0-0, 1-1               |

## Достижения
- Чемпионат Польши
  - Серебряный призёр (4): 1987/88, 1988/89, 1991/92, 1993/94
  - Бронзовый призёр (4): 1986/87, 1989/90, 1994/95, 2002/03
- Кубок Польши
  - Обладатель (3): 1985/86, 1990/91, 1992/93
  - Финалист (5): 1984/85, 1986/87, 1989/90, 1994/95, 1996/97
- Суперкубок Польши
  - Обладатель (2): 1991, 1995